# Orthemis biolleyi
Orthemis biolleyi är en trollsländeart som beskrevs av Philip Powell Calvert 1906. Orthemis biolleyi ingår i släktet Orthemis och familjen segeltrollsländor. IUCN kategoriserar arten globalt som livskraftig. Inga underarter finns listade i Catalogue of Life.